# Адаптация к глобальному изменению климата
Адаптация к глобальному изменению климата и глобальному потеплению — приспособляемость естественных или антропогенных систем в ответ на реальные или ожидаемые климатические изменения, которая позволяет уменьшить собственную уязвимость и использовать благоприятные условия.

## Эффект изменения климата
Основным последствием изменения климата считается увеличение средней глобальной температуры, что может вызвать различные побочные эффекты, такие как:
- изменение характера распространения осадков
- подъём уровня моря
- увеличение частоты экстремальных погодных явлений
- изменение вегетационного периода растений
- распространение тропических болезней за пределы привычной зоны распространения
- замедление термохалинной циркуляции
- изменение водородного показателя (PH)

Прогнозируемая потенциальная опасность включает повышение уровня мирового океана на величину в диапазоне от 110 до 770 мм за период с 1990 по 2100 годы.

## Необходимость адаптации
В феврале 2007 года группа учёных-экспертов в области научной политики сделала выводы о том, что меры по адаптации к изменению климата будут более эффективными, чем меры по сокращению выбросов парниковых газов. Одним из наиболее радикальных способов адаптации к изменениям климата некоторые исследователи и политики считают геоинжиниринг, предполагающий активное воздействие на атмосферу Земли с целью противодействия глобальному потеплению.

### Национальная академия наук США
В 1991 году Национальной Академией Наук США был представлен доклад, обращающий внимание на важность адаптационных мер к глобальному потеплению климата, особенно в области сельского хозяйства.

### Рабочие группы МГЭИК
В 2014 году МГЭИК завершила работу над Пятым оценочным докладом (ОД5), который состоит из трех частей, подготовленных на основании вкладов трех рабочих групп МГЭИК по следующим темам:
1. физическая научная основа;
2. последствия, адаптация и уязвимость;
3. смягчение воздействий на изменение климата.

МГЭИК также имеет 1 целевую группу.

#### Рабочая группа I
Первая рабочая группа МГЭИК оценивает научные аспекты климатической системы и изменения климата. Вклад Рабочей группы I был принят и утвержден в сентябре 2013 г.

#### Рабочая группа II
Рабочая группа II рассматривает вопросы уязвимости социально-экономических и природных систем к изменению климата, отрицательные и положительные последствия изменения климата и варианты адаптации к ним. Вклад Рабочей группы III был принят и утвержден в марте 2014 г.

#### Рабочая группа III
Рабочая группа III оценивает варианты ограничения выбросов парниковых газов и тем самым смягчения последствий изменения климата. Вклад Рабочей группы III был принят и утвержден в апреле 2014 г.

#### Целевая группа
Целевая группа по национальным кадастрам парниковых газов отвечает за Программу МГЭИК по национальным кадастрам парниковых газов.

## Адаптация международных финансов
Рамочная Конвенция ООН об изменении климата в соответствии со статьей 11 предусматривает финансовый механизм для сторон, являющихся развивающимися странами, в целях оказания им поддержки в адаптации. До 2009 года в рамках финансового механизма РКИКООН существовало три фонда. Специальный фонд для борьбы с изменением климата (СККФ) и Фонд для наименее развитых стран (ФНД), которые управляются Глобальным экологическим фондом. Адаптационный фонд был создан в результате переговоров в ходе COP15 и COP16 и управляется его собственным секретариатом. Первоначально, когда действовал Киотский протокол, Адаптационный фонд финансировался за счет 2 % сбора с Механизма чистого развития (МЧР).
На 15-й Конференции Сторон РКИК ООН (COP15), состоявшейся в Копенгагене в 2009 году, было согласовано Копенгагенское соглашение, призванное взять на себя обязательство направлять развивающимся странам 100 миллиардов долларов в год на цели оказания помощи в смягчении последствий изменения климата и адаптации к нему до 2020 года. Поэтому был создан новый фонд — Зелёный климатический фонд.

### Дополнительность
Ключевой и определяющей чертой международного адаптационного финансирования является его предпосылка о концепции дополнительности. Это отражает взаимосвязь между финансированием адаптации и другими уровнями помощи в целях развития. Многие развитые страны уже оказывают международную помощь развивающимся странам в решении таких проблем, как нищета, недоедание, отсутствие продовольственной безопасности, доступность питьевой воды, задолженность, неграмотность, безработица, конфликты местных ресурсов и снижение уровня технологического развития. Изменение климата угрожает усугубить или приостановить прогресс в решении некоторых из этих ранее существовавших проблем и создает новые проблемы. Чтобы избежать переориентации существующей помощи, дополнительность относится к дополнительным затратам на адаптацию.
Четыре основных определения дополнительности таковы:
1. Климатическое финансирование классифицируется как помощь, но дополняет (сверх и выше) целевой показатель ОПР в размере 0,7 %;
2. Увеличение по сравнению с предыдущим годом Официальной помощи в целях развития (ОПР), потраченной на смягчение последствий изменения климата;
3. Повышение уровня ОПР, включающего финансирование борьбы с изменением климата, но в тех случаях, когда он ограничен определённым процентом;
4. Увеличение финансирования в области климата, не связанное с ОПР.

Критика дополнительности заключается в том, что она поощряет обычный бизнес, который не учитывает будущие риски изменения климата. Таким образом, некоторые сторонники предлагают интегрировать адаптацию к изменению климата в программы сокращения бедности.
С 2010 по 2020 год Дания увеличила свою помощь в адаптации к глобальному потеплению на 33 %, с 0,09 % ВВП до 0,12 % ВВП, но не за счет дополнительных расходов. Вместо этого помощь была вычтена из других фондов иностранной помощи. Politiken писал: «помощь в области климата берется от самых бедных.»

## Соображения и общие рекомендации

### Принципы эффективной политики
Адаптивная политика может осуществляться в глобальном, национальном или местном масштабе, а её результаты зависят от политической воли в этой области. Шерага и Грамш выделяют 9 основополагающих принципов, которые следует учитывать при разработке адаптационной политики, включая последствия изменения климата, варьирующиеся в зависимости от региона, демографии и эффективности. Они ясно дают понять, что политике в области изменения климата препятствует высокий уровень дисперсии, связанной с последствиями изменения климата, а также разнообразный характер проблем, с которыми они сталкиваются.
Адаптация может смягчить неблагоприятные последствия изменения климата, но она потребует затрат и не предотвратит весь ущерб. МГЭИК указывает, что многие неблагоприятные последствия изменения климата являются не изменениями средних условий, а изменениями вариации или экстремумов условий. Например, средний уровень моря в порту может быть не так важен, как высота воды во время штормовой волны (которая вызывает наводнение); среднее количество осадков в регионе может быть не столь важным, как то, насколько частыми и сильными становятся засухи и экстремальные осадки. Кроме того, эффективная адаптивная политика может быть трудной для реализации, поскольку политики получают больше вознаграждения за принятие краткосрочных изменений, а не за долгосрочное планирование. Поскольку последствия изменения климата, как правило, не рассматриваются в краткосрочной перспективе, это означает, что у политиков меньше стимулов действовать в соответствии с этими потенциальными результатами. Кроме того, эти проблемы (как причины, так и последствия изменения климата) возникают в глобальном масштабе, что побудило Организацию Объединённых Наций возглавить глобальные политические усилия, такие как Киотский протокол и Парижское соглашение, в дополнение к созданию органа исследований через МГЭИК, с тем чтобы создать глобальную основу для адаптации к изменению климата и борьбы с ним. Однако, подавляющее большинство стратегий адаптации к изменению климата и смягчения его последствий осуществляется в более локальном масштабе из-за того, что различные регионы должны по-разному адаптироваться к изменению климата, а также из-за того, что национальная и глобальная политика зачастую более сложна в осуществлении.

### Критерии оценки ответов
Джеймс Титус, руководитель проекта повышения уровня моря в Агентстве по охране окружающей среды США, определяет следующие критерии, которые должны использовать политики при оценке мер реагирования на глобальное потепление: экономическая эффективность, гибкость, срочность, низкая стоимость, справедливость, институциональная осуществимость, уникальные или критические ресурсы, здоровье и безопасность, последовательность и частный против государственного сектора.

### Различные временные шкалы
Адаптация может происходить либо в ожидании изменений (упреждающая адаптация), либо быть реакцией на эти изменения (реактивная адаптация). Большая часть адаптации, которая осуществляется в настоящее время, реагирует на текущие климатические тенденции и изменчивость, например, более широкое использование искусственного производства снега в Европейских Альпах. Однако некоторые адаптационные меры предполагают будущее изменение климата, например строительство моста Конфедерации в Канаде на большей высоте с учётом влияния будущего повышения уровня моря на проходимость судов под мостом.
Значительная адаптация происходит в связи с краткосрочной изменчивостью климата, однако это может привести к дезадаптации к долгосрочным климатическим тенденциям. Например, расширение ирригации в Египте в Западную Синайскую пустыню из-за периода более высоких речных потоков является дезадаптацией, если рассматривать её в связи с более долгосрочными прогнозами высыхания в регионе. Адаптация в одном масштабе может также создавать внешние эффекты в другом, снижая адаптационный потенциал других субъектов. Это часто имеет место, когда широкие оценки издержек и выгод адаптации рассматриваются в меньших масштабах, и можно видеть, что, хотя адаптация может принести пользу некоторым субъектам, она оказывает негативное воздействие на других.

### Традиционные стратегии совладания
Люди всегда приспосабливались к климатическим изменениям, и некоторые общинные стратегии преодоления уже существуют, например изменение сроков посева или принятие новых методов экономии воды. Традиционные знания и стратегии совладания должны поддерживаться и укрепляться, в противном случае адаптационный потенциал может быть ослаблен по мере утраты местных знаний об окружающей среде. Укрепление этих местных методов и опора на них также повышают вероятность принятия адаптационных стратегий, поскольку это создает большую ответственность общин и их участие в этом процессе. Однако во многих случаях этого будет недостаточно для адаптации к новым условиям, выходящим за рамки ранее испытанных, и потребуются новые методы. Постепенные адаптации, которые осуществлялись в настоящее время, недостаточны, поскольку уязвимость и риски изменения климата возросли, это вызывает необходимость в трансформационных адаптациях, которые намного больше и дороже. Нынешние усилия в области развития все больше сосредоточиваются на адаптации к изменению климата на уровне общин, стремясь расширить местные знания, участие и ответственность за адаптационные стратегии.

## Адаптационные меры в разбивке по регионам
Нидерланды, наряду с Филиппинами, Японией и Организацией Объединённых Наций по окружающей среде, создали в 2017 году Глобальный центр передового опыта по адаптации к изменению климата.
Многие страны, включая Австралию, провели расследования и запланировали или приступили к осуществлению адаптационных мер.
Политика была определена в качестве важного инструмента интеграции вопросов адаптации к изменению климата. На национальном уровне стратегии адаптации можно найти в Национальных планах действий (НПД) и Национальной программе действий по адаптации (НПДА)(в развивающихся странах) и/или в национальной политике и стратегиях в области изменения климата. Они находятся на разных уровнях развития в разных странах.

### Америка

#### США
Штат Калифорния принял первый всеобъемлющий план климатических прогнозов и действий на уровне штата с его «Калифорнийской стратегией адаптации к климату 2009 года». "Электрическая сеть Калифорнии была затронута повышенными пожарными рисками, связанными с изменением климата, например, в 2019 году «красный флаг» предупредил о возможности лесных пожаров, объявленных в некоторых районах Калифорнии, что потребовало от электрической компании «Pacific Gas and Electric (PG&E)» отключить электричество, чтобы предотвратить возгорание деревьев, которые касаются линий электропередач. Пострадали миллионы людей. Климатические условия, которые вызывают это предупреждение, стали более частыми из-за изменения климата и ухудшатся, если температура продолжит расти.
В штате Флорида четыре округа (Брауард, Майами-Дейд, Монро, Палм-Бич) создали Региональный договор по изменению климата Юго-Восточной Флориды с целью координации стратегий адаптации и смягчения последствий для борьбы с последствиями изменения климата в регионе.
Содружество Массачусетса выделило гранты прибрежным городам и поселкам на такие мероприятия по адаптации, как укрепление против наводнений и предотвращение береговой эрозии.
Штат Нью-Йорк требует, чтобы изменение климата учитывалось в некоторых инфраструктурных разрешениях, зонировании и программах открытого космоса; и составляет карту повышения уровня моря вдоль своего побережья. После урагана «Сэнди» Нью-Йорк и Нью-Джерси ускорили добровольный выкуп правительством домов в районах, подверженных наводнениям. Нью-Йорк объявил в 2013 году, что планирует потратить от 10 до 20 миллиардов долларов на местную защиту от наводнений, уменьшение эффекта теплового острова с отражающими и зелеными крышами, укрепление больниц и общественных зданий от наводнений, повышение устойчивости к продовольствию и улучшение состояния пляжей; резонировал, чтобы позволить владельцам частной собственности переместить критические объекты на верхние этажи; и требовал электрических коммуникаций, чтобы укрепить инфраструктуру против наводнений. Исследование большого штормового барьера, охватывающего всю гавань, было ранее предложено губернатором Нью-Йорка, но было отклонено в планах города.
В 2019 году Сенат одобрил «законопроект о ликвидации последствий стихийных бедствий» на сумму 19,1 миллиарда долларов. Законопроект должен помочь жертвам экстремальных погодных условий, которые частично подпитываются изменением климата.

#### Мезоамерика
Сегодня в Мезоамерике изменение климата является одной из главных угроз для сельских фермеров Центральной Америки, поскольку регион страдает от частых засух, циклонов и Эль-Ниньо-Южного колебания. Хотя существует большое разнообразие стратегий адаптации, они могут сильно варьироваться от страны к стране. Многие из корректировок, которые были сделаны, в основном касаются сельского хозяйства или связаны с водоснабжением. Некоторые из этих адаптивных стратегий включают восстановление деградированных земель, перераспределение землепользования по территориям, диверсификацию источников средств к существованию, изменение сроков сева или сбора воды и даже миграцию. Отсутствие доступных ресурсов в Мезоамерике по-прежнему представляет собой препятствие для более существенной адаптации, поэтому изменения, происходящие сегодня, носят гораздо более постепенный характер.

### Европа

#### Германия
В 2008 году федеральный кабинет министров Германии принял «немецкую стратегию адаптации к изменению климата», которая устанавливает рамки адаптации в Германии. Приоритетными задачами являются сотрудничество с Федеративными землями Германии в оценке рисков изменения климата, определении областей действий и определении соответствующих целей и мер. В 2011 году федеральный кабинет министров принял «план действий по адаптации», который сопровождается другими пунктами, такими как исследовательские программы, оценки адаптации и систематические наблюдения.

#### Гренландия
В 2009 году в столице Гренландии Нууке был создан Гренландский центр климатических исследований. Традиционные знания важны для погоды и миграции животных, а также для наращивания адаптационного потенциала в таких областях, как распознавание приближающихся опасностей и навыки выживания.

### Азия

#### Бангладеш
В 2018 году Нью-Йоркский кинофестиваль WILD film Festival вручил награду «Лучший короткометражный фильм» 12-минутному документальному фильму под названием «Адаптация Бангладеша: повышение уровня моря». Фильм исследует способ, которым бангладешские фермеры предотвращают затопление своих ферм, строя плавучие сады из водяного гиацинта и бамбука.

#### Израиль
В 2022 году в Школе зоологии Тель-Авивского университета изучили университетскую коллекцию птиц за последние 70 лет. Ученые выяснили, что многие виды птиц как живущих в Израиле, так и пролетающих через его территорию во время сезонных миграций, изменили форму или размеры тела. Часть птиц удлинили туловище, часть уменьшились в размерах. В обоих случаях отношения массы тела к площади его поверхности уменьшилось. Авторы работы считают это адаптацией к изменениям климата.

#### Индия
Ледяная ступа, спроектированная Сонамом Вангчуком, приносит ледниковую воду фермерам в гималайской пустыне Ладакх, Индия.

### Африка
Африка будет одним из регионов, наиболее пострадавших от неблагоприятных последствий изменения климата. Причины уязвимости Африки разнообразны и включают в себя низкий уровень адаптационного потенциала, слабое распространение технологий и информации, имеющих отношение к поддержке адаптации, и высокую зависимость от агроэкосистем для получения средств к существованию. Многие страны Африки классифицируются как наименее развитые страны (НРС) с плохими социально-экономическими условиями и, следовательно, сталкиваются с особыми проблемами в реагировании на последствия изменения климата.
Ярко выраженные риски, выявленные для Африки в пятом оценочном докладе МГЭИК, касаются экосистем, наличия водных ресурсов и сельскохозяйственных систем, что имеет последствия для продовольственной безопасности. Что касается сельскохозяйственных систем, то высокая зависимость от дождевого натурального хозяйства и низкое внедрение рациональных методов ведения сельского хозяйства способствуют высокому уровню уязвимости сектора. Ситуация усугубляется низкой надежностью климатических данных и информации, а также недостаточным доступом к ним для поддержки мер по адаптации. Изменение климата, вероятно, ещё больше усугубит водосборные бассейны в Африке, например, бассейн Руфиджи в Танзании из-за разнообразия землепользования и сложных социально-политических проблем.
Для уменьшения воздействия изменения климата на африканские страны требуются адаптационные меры в различных масштабах — от местного до национального и регионального уровней. Первое поколение адаптационных проектов в Африке можно в значительной степени охарактеризовать как маломасштабные по своему характеру, ориентированные на целевые инвестиции в сельское хозяйство и распространение технологий для поддержки адаптивного принятия решений. В последнее время усилия по программированию переориентировались на более масштабные и скоординированные усилия, направленные на решение проблем, охватывающих несколько секторов.
На региональном уровне региональная политика и действия в поддержку адаптации в Африке все ещё находятся в зачаточном состоянии. В пятом оценочном докладе МГЭИК (AR5) приводятся примеры различных региональных планов действий в области изменения климата, в том числе разработанных Сообществом развития Юга Африки (САДК) и Комитетом по бассейну озера Виктория. На национальном уровне многие инициативы по ранней адаптации координировались через Национальные программы действий по адаптации (НПДА) или Национальные стратегии реагирования на изменение климата (НКРС). Однако процесс осуществления шел медленно, а результаты были неоднозначными. Интеграция изменения климата с более широким экономическим планированием и планированием развития остается ограниченной, но растет.
На субнациональном уровне многие провинциальные и муниципальные органы власти также разрабатывают свои собственные стратегии, например стратегию реагирования на изменение климата в Западном Кейпе. Однако уровень технического потенциала и ресурсов, имеющихся для осуществления планов, как правило, невелик. В Африке значительное внимание уделяется осуществлению проектов адаптации на уровне общин. Существует широкое согласие в том, что поддержка адаптации на местном уровне лучше всего достигается за счет использования существующего местного адаптационного потенциала и привлечения знаний и практики коренных народов.
МГЭИК выделяет ряд успешных подходов к содействию эффективной адаптации в Африке, выделяя пять общих принципов. К ним относятся:
1. усиление поддержки автономных форм адаптации;
2. повышение внимания к культурным, этическим и правозащитным аспектам адаптации (особенно за счет активного участия женщин, молодежи, бедных и уязвимых слоев населения в деятельности по адаптации);
3. сочетание вариантов «мягкого пути» и гибких и итеративных подходов к обучению с технологическими и инфраструктурными подходами (включая интеграцию научных и местных знаний в разработку адаптационных стратегий);
4. сосредоточение внимания на повышении устойчивости и реализации низкоэффективных вариантов адаптации;
5. создание адаптивного управления и поощрение процесса социального и институционального обучения в рамках адаптационной деятельности.

#### Северная Африка
Ключевые адаптации в Северной Африке связаны с повышенным риском нехватки воды (возникающим в результате сочетания климатических изменений, влияющих на доступность воды и растущий спрос). Снижение водообеспеченности, в свою очередь, взаимодействует с повышением температуры, создавая потребность в адаптации среди богарного производства пшеницы и изменяя риск заболеваний (например, лейшманиоза). Большинство правительственных мер по адаптации сосредоточены на водоснабжении, например, путем опреснения воды, межбассейновых трансфертов и строительства плотин. Было также отмечено, что миграция действует как адаптация для отдельных лиц и домашних хозяйств в Северной Африке. Однако, как и во многих регионах, примеры адаптационных действий (в отличие от намерений действовать, оценки уязвимости) из Северной Африки ограничены — систематический обзор, опубликованный в 2011 году, показал, что только 1 из 87 примеров зарегистрированных адаптаций был получен из Северной Африки.

#### Западная Африка
Изменение климата — это реальность в Западной Африке. Наличие воды представляет собой особый риск, поскольку экстремальные явления, такие как засуха, приводят к гуманитарным катастрофам, связанным с периодическим голодом, отсутствием продовольственной безопасности, перемещением населения, миграцией, конфликтами и отсутствием безопасности. Стратегии адаптации могут быть экологическими, культурными / агрономическими и экономическими.
Стратегии адаптации очевидны в сельскохозяйственном секторе, некоторые из которых разрабатываются или поощряются официальными исследовательскими или экспериментальными станциями. Местные сельскохозяйственные адаптации, наблюдаемые в Северной Гане, связаны с растениеводством, почвой или связаны с культурными практиками. Сельскохозяйственная адаптация на основе животноводства включает в себя местные стратегии, такие как регулирование количества корма для кормления скота, хранение достаточного количества корма в течение обильного периода, чтобы скармливать его скоту в неурожайный сезон, лечение ран раствором определённых коры деревьев, и сохранение местных пород, которые уже адаптированы к климату северной Ганы; и технологии животноводства, включающие разведение, здоровье, корм/питание и жилье.
Выбор и принятие стратегий адаптации по-разному зависят от демографических факторов, таких как размер домохозяйства, возраст, пол и образование главы домохозяйства; экономических факторов, таких как источник дохода; размер фермы; знание вариантов адаптации; и ожидание будущих перспектив.

#### Восточная Африка
В Восточной Африке варианты адаптации к изменению климата разнообразны, включая улучшение использования климатической информации, действия в сельском хозяйстве и животноводстве, а также в водном секторе.
Более эффективное использование климатических и погодных данных, прогнозов погоды и других инструментов управления позволяет своевременно получать информацию и обеспечивать готовность людей в таких секторах, как сельское хозяйство, которые зависят от погодных условий. Это означает освоение гидрометеорологической информации и систем раннего предупреждения. Утверждается, что коренные общины обладают знаниями об исторических изменениях климата через экологические признаки (например, появление и миграция некоторых птиц, бабочек и т. д.), и таким образом продвижение знаний коренных народов рассматривалось как важная адаптационная стратегия.
Адаптация в сельскохозяйственном секторе включает в себя более широкое использование навоза и специфических для сельскохозяйственных культур удобрений, использование устойчивых сортов сельскохозяйственных культур и раннеспелых культур. Считается, что навоз, и особенно навоз животных, удерживает воду и содержит необходимые микробы, которые расщепляют питательные вещества, делая их доступными для растений, по сравнению с синтетическими удобрениями, которые содержат соединения, которые при выбросе в окружающую среду из-за чрезмерного использования способствуют образованию парниковых газов. Одной из основных уязвимых сторон сельскохозяйственного сектора в Восточной Африке является зависимость от неорошаемого земледелия. Адаптационным решением является внедрение эффективных ирригационных механизмов и эффективное хранение и использование воды. Капельное орошение особенно было определено как водосберегающий вариант, поскольку оно направляет воду к корню растения с минимальными потерями. Такие страны, как Руанда и Кения, уделяют приоритетное внимание развитию орошаемых районов с помощью гравитационных систем водоснабжения из многолетних ручьев и рек в зонах, часто уязвимых к длительным засухам. Во время сильных дождей многие районы испытывают наводнения, вызванные голыми землями из-за вырубки лесов и слабого почвенного покрова. Предлагаемые для этого адаптационные стратегии направлены на содействие природоохранным усилиям по охране земель путем посадки местных деревьев, защиты водосборных площадей и управления пастбищными угодьями путем районирования.
Для животноводческого сектора адаптационные варианты включают управление производством на основе устойчивого управления земельными ресурсами и пастбищами в экосистемах. Это включает в себя продвижение методов производства сена и кормов, например, путем орошения и использования сточных очищенных вод, а также сосредоточение внимания на инвестициях в хранение сена для использования в засушливые сезоны. Содержание скота считается средством к существованию, а не экономической деятельностью. Во всех странах Восточной Африки, особенно в регионах ASALs, утверждается, что содействие коммерциализации животноводства является адаптационным вариантом. Это включает в себя принятие экономических моделей в производстве кормов для скота, прослеживаемость животных, стимулирование спроса на продукты животноводства, такие как мясо, молоко и кожа, а также привязку к нишевым рынкам для расширения бизнеса и обеспечения располагаемого дохода. Коммерциализация экстенсивного сектора животноводства, таким образом, необходимо привлекать программы, соответствующие видам и породам животных соответствующей окружающей среде, развивать соответствующую инфраструктуру сбыта животноводческой продукции (рынки, отделочные участки, площадки для содержания скота, скотобойни и т. д.) и связать это с обслуживанием растущих сельских и городских рынков, а также с формирующимися экспортными рынками.
В водном секторе адаптационные варианты заключаются как в эффективном использовании воды для домашнего, животного и промышленного потребления, так и в защите водных источников. Такие кампании, как посадка местных деревьев в водосборных бассейнах, контроль за деятельностью человека вблизи водосборных бассейнов, особенно за сельским хозяйством и поселениями, были проведены для того, чтобы помочь защитить водные ресурсы и обеспечить доступ к воде для общин, особенно во время климатических потрясений.

#### Южная Африка
Было выдвинуто несколько инициатив на местном (для конкретных объектов), национальном и региональном уровнях, направленных на усиление противодействия изменению климата. Вот некоторые из них: региональная программа по изменению климата (RCCP), SASSCAL, ASSAR, UNDP Climate Change Adaptation, RESILIM, FRACTAL. Южная Африка осуществляла флагманскую исследовательскую программу долгосрочных адаптационных сценариев (LTAS) с апреля 2012 года по июнь 2014 года. Это исследование также подготовило фактологические таблицы и технический доклад, охватывающий регион САДК, озаглавленный «Адаптация к изменению климата: перспективы для сообщества по вопросам развития стран Юга Африки (САДК)».